# The Calling (альбом Севдализы)
The Calling (с англ. — «Вызов») — третий мини-альбом ирано-нидерландской певицы Севдализы, выпущенный 30 марта 2018 года на лейбле Twisted Elegance. Запись спродюсировали сама исполнительница и роттердамский музыкант Маки.

## Предыстория и релиз
31 января Севдализа выпустила «Soul Syncable», который стал лид-синглом с альбома. Он был выпущен в день, когда случилось редкое явление — «голубая» Суперлуна стала «кровавой». Написав от третьего лица, Севдализа рассказала о треке в пресс-релизе:
Это проблески её сверхъестественного царства, где она — сосуд. С исцеляющими песнями, чтобы либо снять проклятия, либо перейти в следующую жизнь, собирая маски в качестве сувенира в процессе. Её внутреннее управление исходит из собранного, в конечном счете направляя её высшее «я».
27 февраля Севдализа выпустила второй сингл с альбома — «Human Nature». Подобно выпуску «Soul Syncable», «Human Nature» был выпущен в день редкого явления — появления Чёрной луны. Певица также объявила о выпуске мини-альбома в тот же день.
Мини-альбом был выпущен в цифровом формате 30 марта, ограниченный виниловый релиз состоялся 21 апреля в рамках Дня музыкального магазина 2018 года. Позже винил стал доступен для покупки на официальном сайте певицы.
Фото для обложки было сделано Янном Вебером.

## Отзывы критиков
| Оценки критиков | Оценки критиков |
| Источник        | Оценка          |
| --------------- | --------------- |
| Atwood Magazine | 6.7/10          |
| Pitchfork       | 7.0/10          |

Пластинка получила в основном положительные отзывы от музыкальных критиков.
Илана Калиш из журнала Atwood Magazine описала альбом как «сложный и духовный саундтрек, достойный этого возвышенного жизнеутверждающего путешествия». Она отметила лиризм, представленный на мини-альбоме, а также «волнообразные изгибы и повороты звукового ландшафта трип-хопа The Calling».
Кэтрин Сент-Асаф из Pitchfork утверждает: «голландско-иранская певица продолжает добывать трип-хоп для вдохновения, с голосом, который пробуждает лучшее в жанре».
Джем Асвад из Variety отметил влияние, оказанное на исполнительницу: «случайные дрожащие настроения Portishead», «элементы FKA twigs» и «обморочные струнные аранжировки, которые напоминают Siouxsie & the Banshees». Он указывает на несколько треков на EP, включая «Energ1», где «особенно красивый момент происходит в середине… когда движущий ритм лежит в основе ноющего струнного квартета, а затем ритм начинает ломаться, когда её голос, обработанный так, чтобы звучать призрачно, плавает», и «Observer», который, как он утверждает, «одна из самых коммерческих песен, которые она когда-либо делала», отмечая при этом, что «его относительная нормальность так же дезориентирует, как и более странные треки, которые ей предшествуют».
Сергей Гусельников в своей рецензии для журнала ZuZu Music заявил, что «The Calling — это первоклассная пластинка, которая выгодно выделяет Севдализу на фоне всей агонизирующей индустрии музыки». Также он отметил, что «такие альбомы всегда являются приятным доказательством того, что хоть где-то музыка развивается в нужном направлении».
Рецензент портала We are unseen написал, «что это всего лишь один пример того, как совершенство артистки излучается через ее последний релиз; на протяжении каждого трека она иллюстрирует неоспоримую способность сочетать стиль с содержанием. И во время этого процесса она переносит нас в яркие и захватывающие миры».

## Список композиций
Все треки написаны Севдализой; все треки спродюсированы Севдализой и Маки.
| №                   | Название            | Длительность |
| ------------------- | ------------------- | ------------ |
| 1.                  | «Soul Syncable»     | 3:26         |
| 2.                  | «5d»                | 3:19         |
| 3.                  | «Soothsayer»        | 5:17         |
| 4.                  | «Energ1»            | 4:06         |
| 5.                  | «Human Nature»      | 5:53         |
| 6.                  | «Voodoov»           | 4:07         |
| 7.                  | «Observer»          | 4:05         |
| Общая длительность: | Общая длительность: | 30:13        |

## Участники записи
- Севдализа — тексты, продюсирование, микширование
- Маки — продюсирование, микширование, мастеринг
- Михай Пускойу — струнные аранжировки
- Леон Ден Энгелсен — клавишные, синтезатор
- Тийс Лодевийк — синтезатор

## История релиза
| Регион | Дата           | Формат                      | Лейбл            | Прим. |
| ------ | -------------- | --------------------------- | ---------------- | ----- |
| Мир    | 30 марта 2018  | Цифровая загрузка, стриминг | Twisted Elegance | [ 1 ] |
| Мир    | 21 апреля 2018 | Виниловая пластинка         | Music on Vinyl   | [ 8 ] |